# Фоше, Клод
Клод Франсуа Фоше́ (фр. Claude François Fauchet, 22 сентября 1744 — † 31 октября 1793) — французский священник и политический деятель; депутат революционного Национального собрания, протестовавший против казни короля. Умер на гильотине.

## Биография
До революции был викарием архиепископа в Бурже и придворным проповедником.
Во время штурма Бастилии находился среди осаждающих; 5 августа 1789 года произнёс наделавшее шума надгробное слово по убитым 14 июля, законченное восторженным восхвалением свободы.
Член Парижской коммуны, Фоше два раза был её председателем. Журналист и оратор, он был душой «Общества друзей правды», органом которого был небольшой листок «Железные уста» (Bouche de Fer). Это общество основало «Социальный кружок», первые заседания которого происходили в октябре 1790 года, когда Фоше изложил перед ним систему христианского социализма, основанную на всемирной любви, и расточал анафемы в адрес Вольтера. Быстро возникшая популярность Фоше скоро была утрачена; речь его, произнесенная 4 февраля 1791 года в соборе Парижской Богоматери, где он говорил о согласовании свободы с религией, была его последним триумфом.

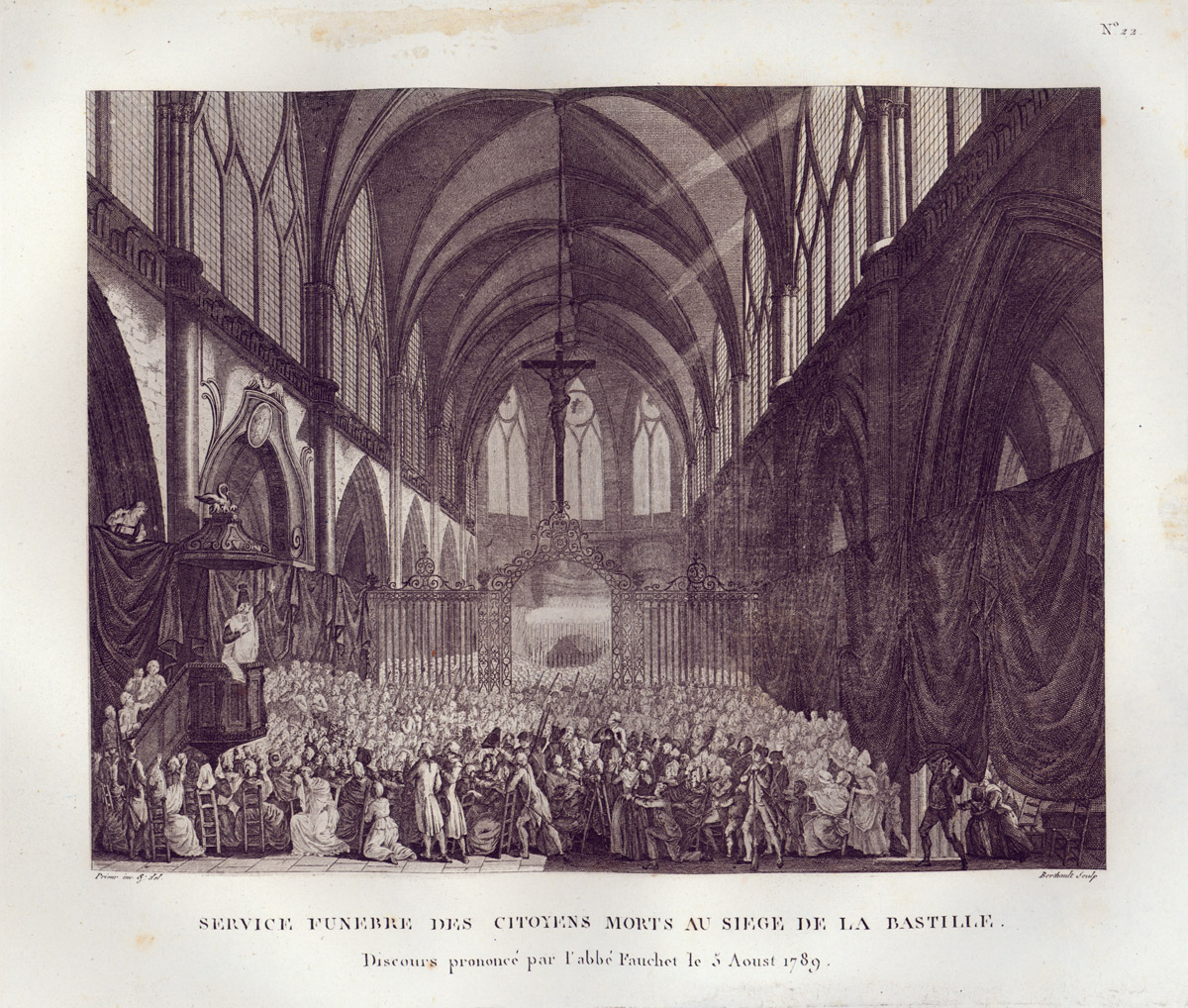
Фоше 5 августа 1789 г. выступает с речью, поминая павших граждан при взятии Бастилии. Офорт П.-Г. Берто по рисунку Ж.-Л. Приёра. 1802

Заняв место конституционного епископа в Кальвадосе, Фоше стал во главе якобинцев города Кана и велел разбить статую Людовика XIV. Избиратели Кальвадоса отправили его в законодательное собрание. Там он произнес пламенную речь против непокорных священников и требовал упразднения дипломатии и дипломатов. Это вернуло ему на короткое время популярность.
Как член конвента, Фоше подал голос за заточение Людовика XVI и протестовал в «Газете друзей» (Journal des Amis) против его казни. Близость с жирондистами навлекла на него ненависть монтаньяров. 2 июня Фоше сложил с себя звание депутата, но отставка его не была принята, и он продолжал заседать в конвенте до 14 июля. В этот день, привлечённый к делу Шарлотты Корде, в котором он не принимал участия, и обвинённый в сообществе с федералистами Кана, Фоше был арестован. 
Революционный трибунал судил его вместе с жирондистами и приговорил к смертной казни; приговор был приведён в исполнение 31 октября 1793 года в городе Париже.

## Наследие
От Фоше остались речи, надгробные слова и книга «О национальной религии» (De la Religion nationale)" (Париж, 1789).